# Crete senesi
Les Crete senesi sont une zone géographique située au sud-est de la ville de Sienne, comprenant les territoires communaux de Asciano, Buonconvento, Monteroni d'Arbia, Rapolano Terme et San Giovanni d'Asso.

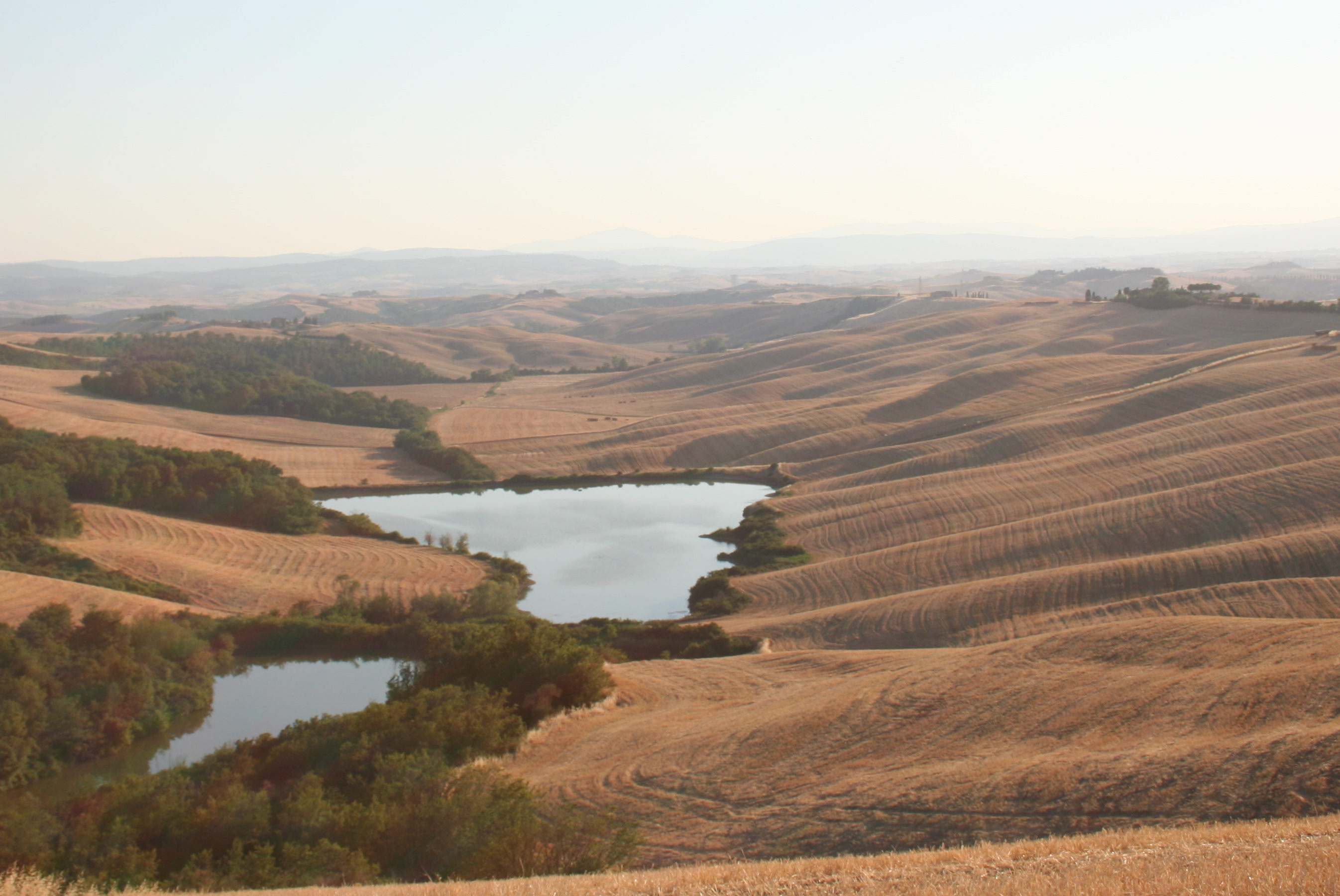
Panorama
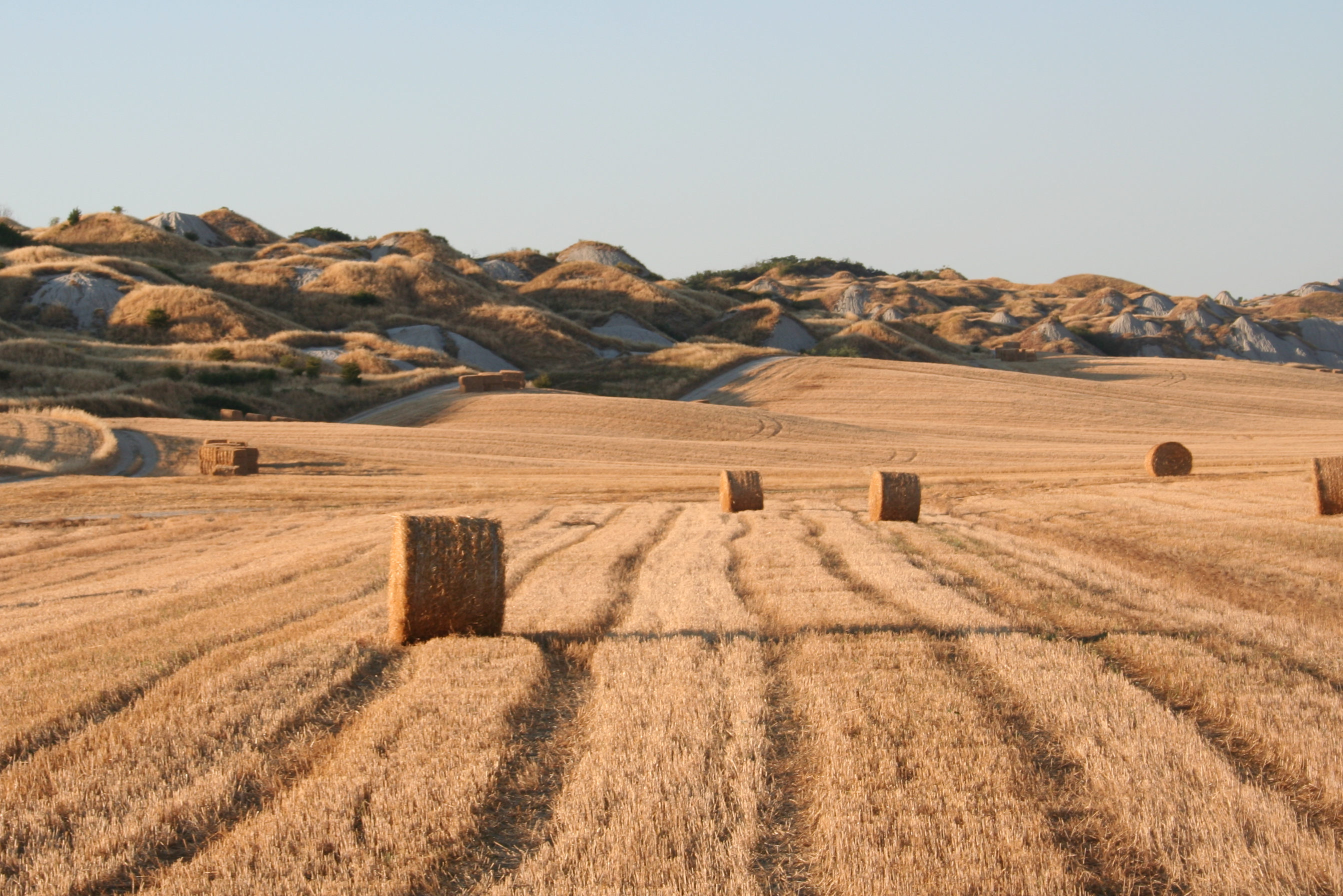
Les foins
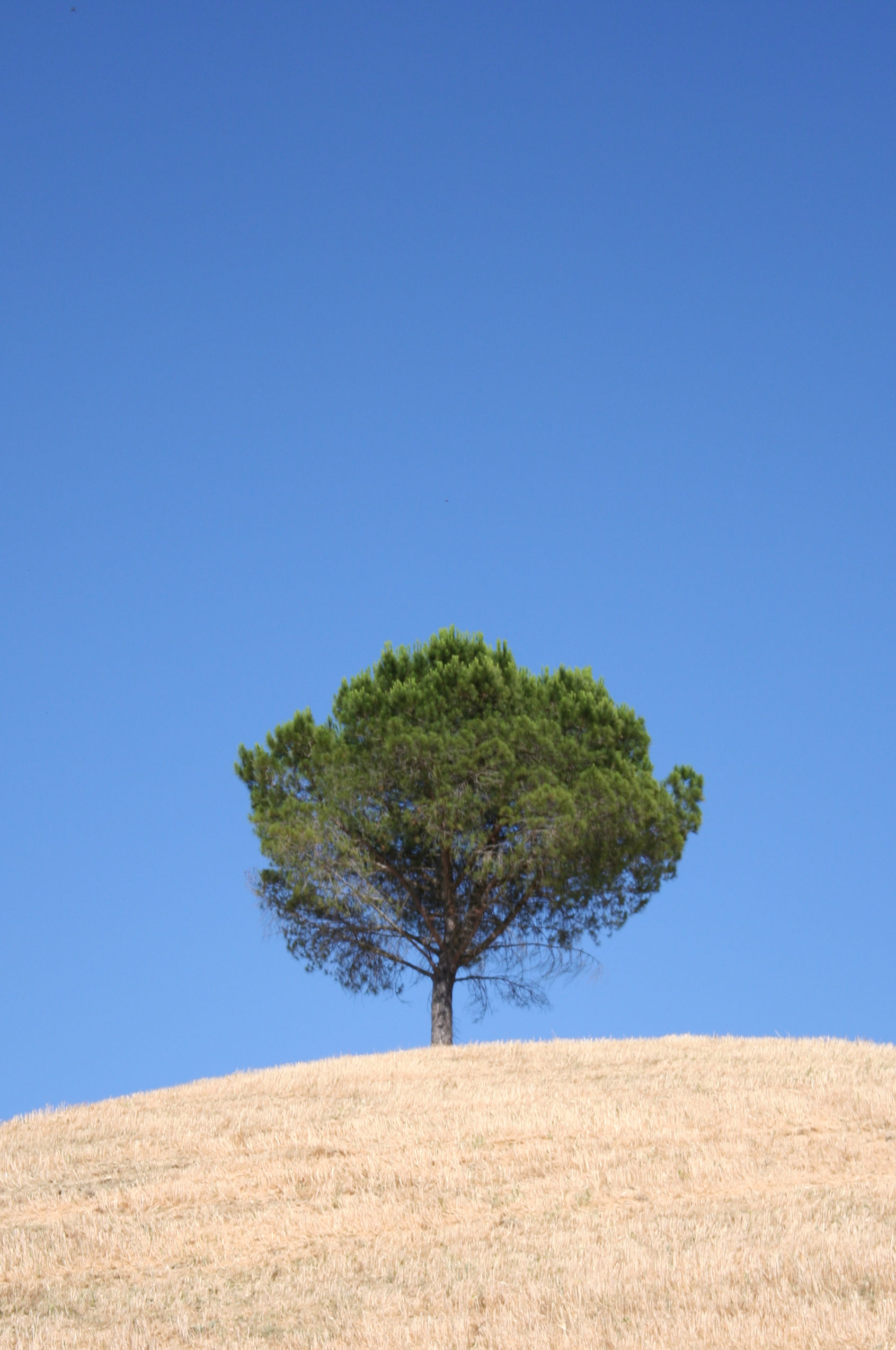
Arbre isolé
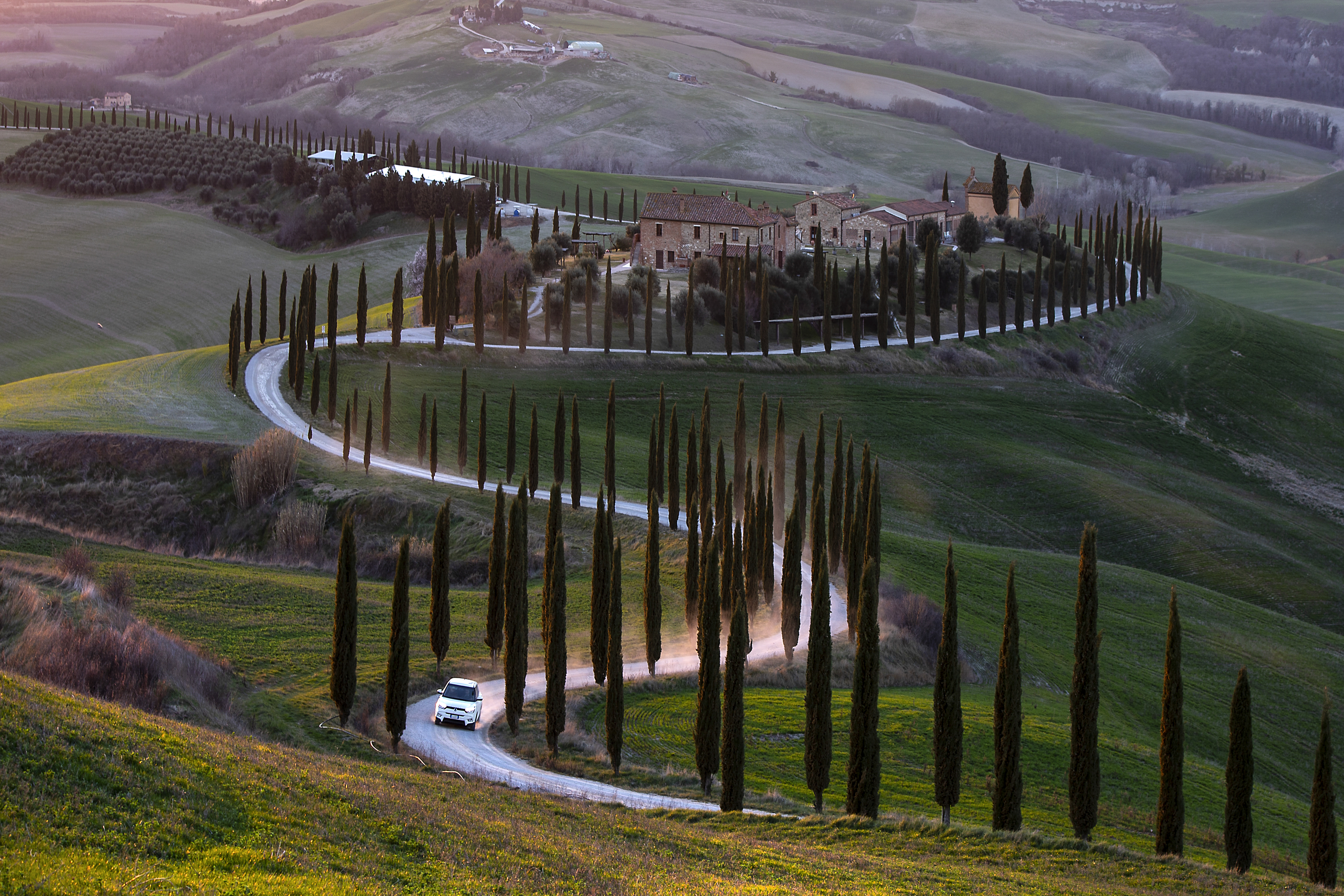
Une route de cyprès dans Crete senesi. Mars 2019.

Le terme Crete senesi est parfois traduit maladroitement en français par l'expression Crêtes siennoises. Il s'agit cependant d'une erreur puisque le mot creta (singulier de crete) désigne en italien l'argile alors que le mot « crête » se traduit par cresta.

## Typologie
La zone présente un paysage caractéristique de collines, presque désert, d'une coloration grise, qui, par endroits, où l'argile et le tuf affleurent, donne un paysage très désolé qualifié de lunaire » et nommé depuis le Moyen Âge Deserto di Accona, héritage des collines argilo-sableuses du Pliocène.
Cette région, depuis longtemps inhospitalière, a toujours maintenu ses caractéristiques originelles qui rendent difficile la culture de la vigne et des oliviers. Seule la culture des céréales, du fourrage et des tournesols est devenue possible par une irrigation intensive puisant dans les cours d'eau en bordure de cette zone géographique.

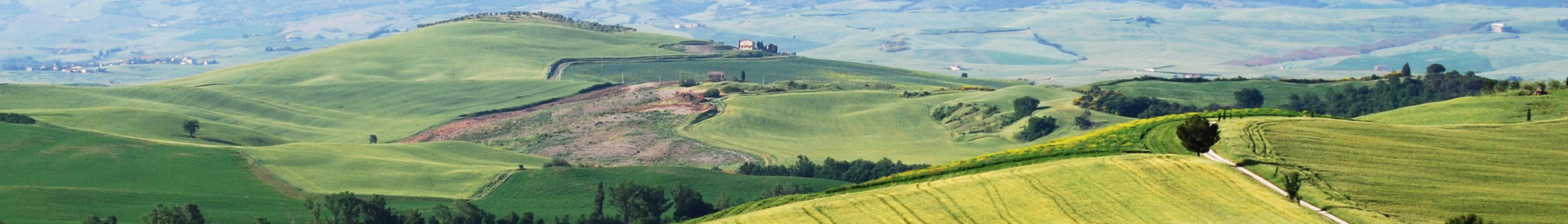
Crete Senesi